# رؤیای تبت
رؤیای تبت رمان سوم فریبا وفی (۱۳۴۱-) است که نخستین بار در سال ۱۳۸۴ منتشر شد و چندین جایزه از جمله جایزه بهترین رمان هوشنگ گلشیری و مهرگان ادب را دریافت کرد و تا سال ۱۳۸۶ به چاپ چهارم رسید.

## جوایز
- ۱۳۸۵ - جایزهٔ بهترین رمان دورهٔ ششم جایزهٔ هوشنگ گلشیری به همراه چهار درد، نوشتهٔ منیرالدین بیروتی